# Murailles de Cascina
Les murailles de Cascina (en italien : Mura di Cascina), est le système fortifié médiéval du centre historique de la commune de Cascina dans la province de Pise en Toscane,.

## Historique
Elles ont été édifiées au XIIIe siècle du temps des guerres et escarmouches entre la république de Pise et Florence.
Différentes phases de construction peuvent être observées, il est donc très probable qu'elles aient été construites au cours de périodes ultérieures et en fonction du climat politique de la région. Deux portes s'ouvraient pour permettre le passage sur l'axe est-ouest, il s'agissait de la Porta Pisana et de la Porta Fiorentina, toutes deux démolies à la fin du XIXe siècle pour permettre le passage du tramway, qui a également disparu aujourd'hui. D'autres pans des murs ont été démolis pour créer de nouveaux accès et pour « donner de l'air » à la ville, d'autres aujourd'hui ne sont visibles que de l'intérieur, car ils ont été incorporés aux nombreux entrepôts industriels construits au XXe siècle pour donner de l'espace à l'industrie du meuble. Les tours d'angle au plan pentagonal sont particulières.
À l'extérieur des murailles, des douves existaient, selon certains, alimentées par le cours d'eau Cascina, aujourd'hui confluent de la rivière Era à Ponsacco, avec pour traverser les douves, deux ponts-levis, remplacés plus tard par deux ponts fixes en brique.

## Galerie

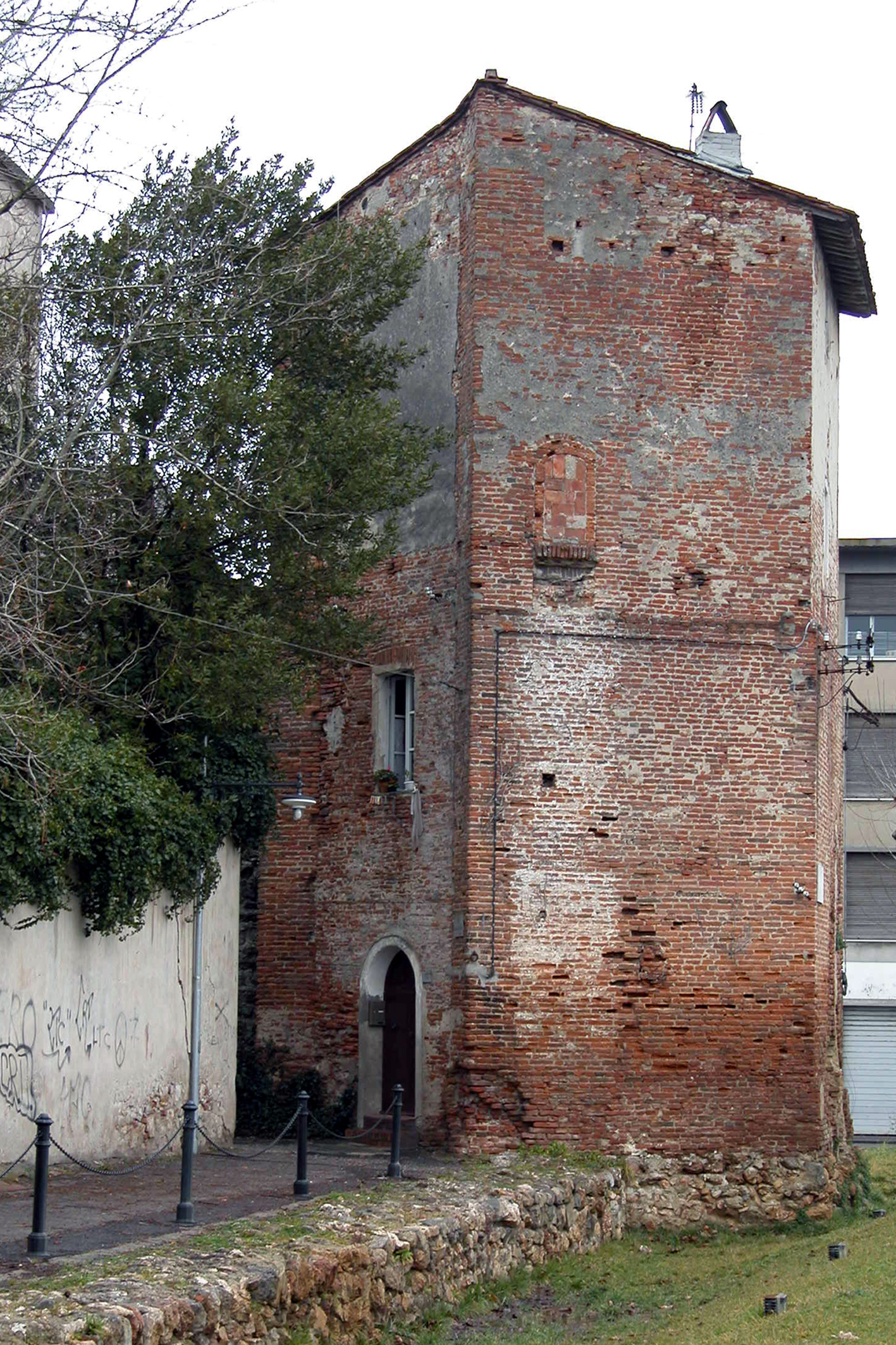
Une tour pentagonale.
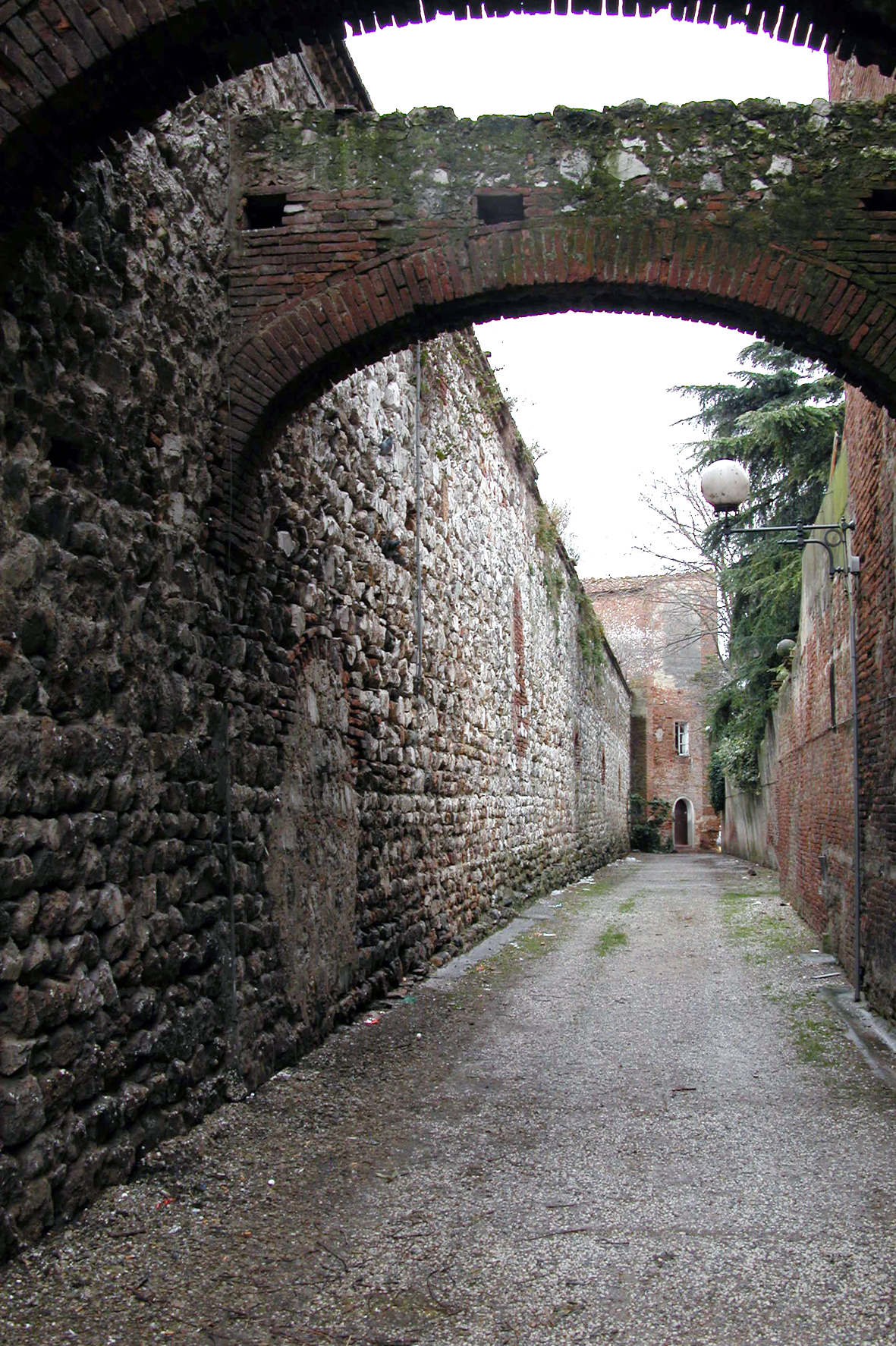
Le mur médiéval.
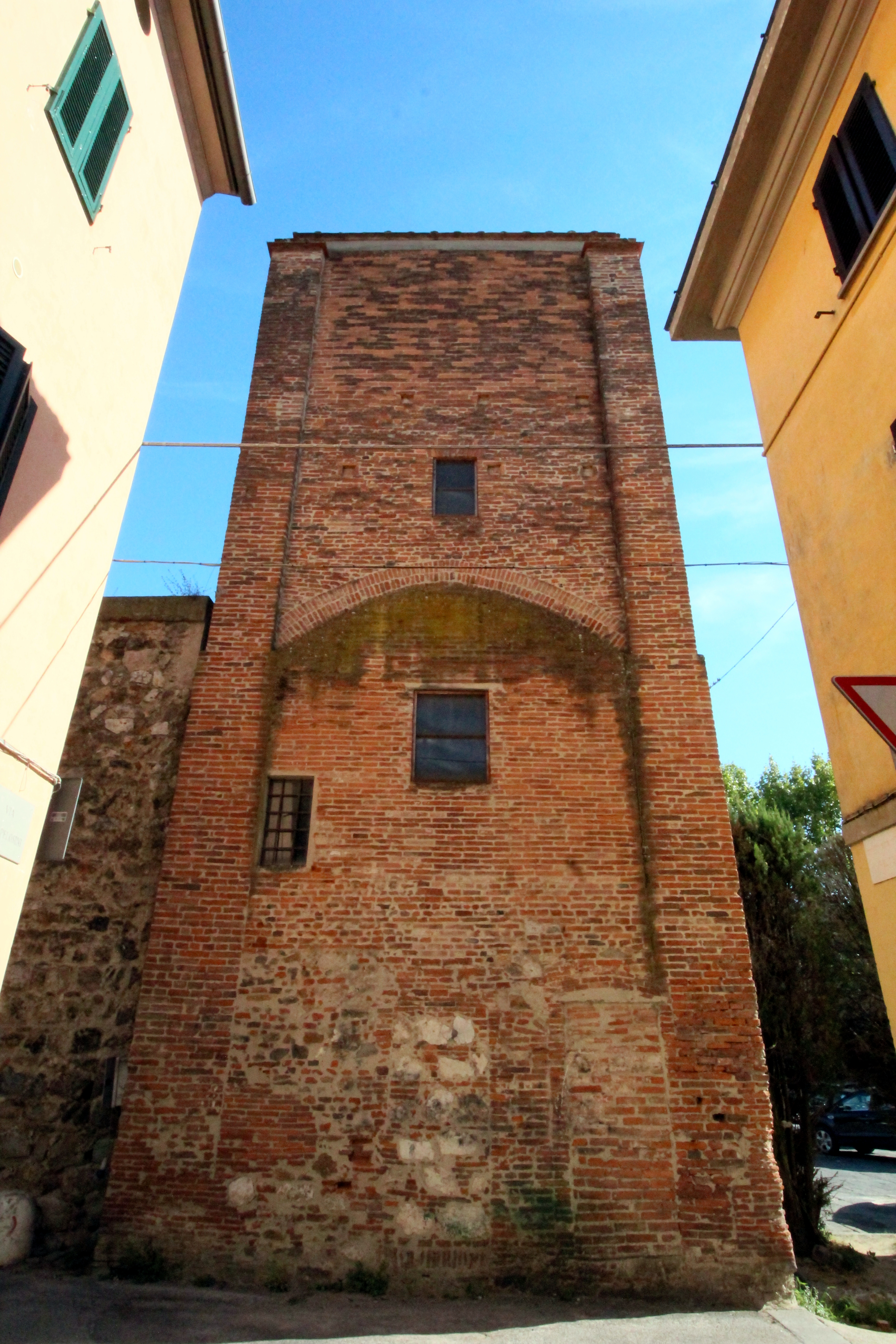